# Xavier Charles

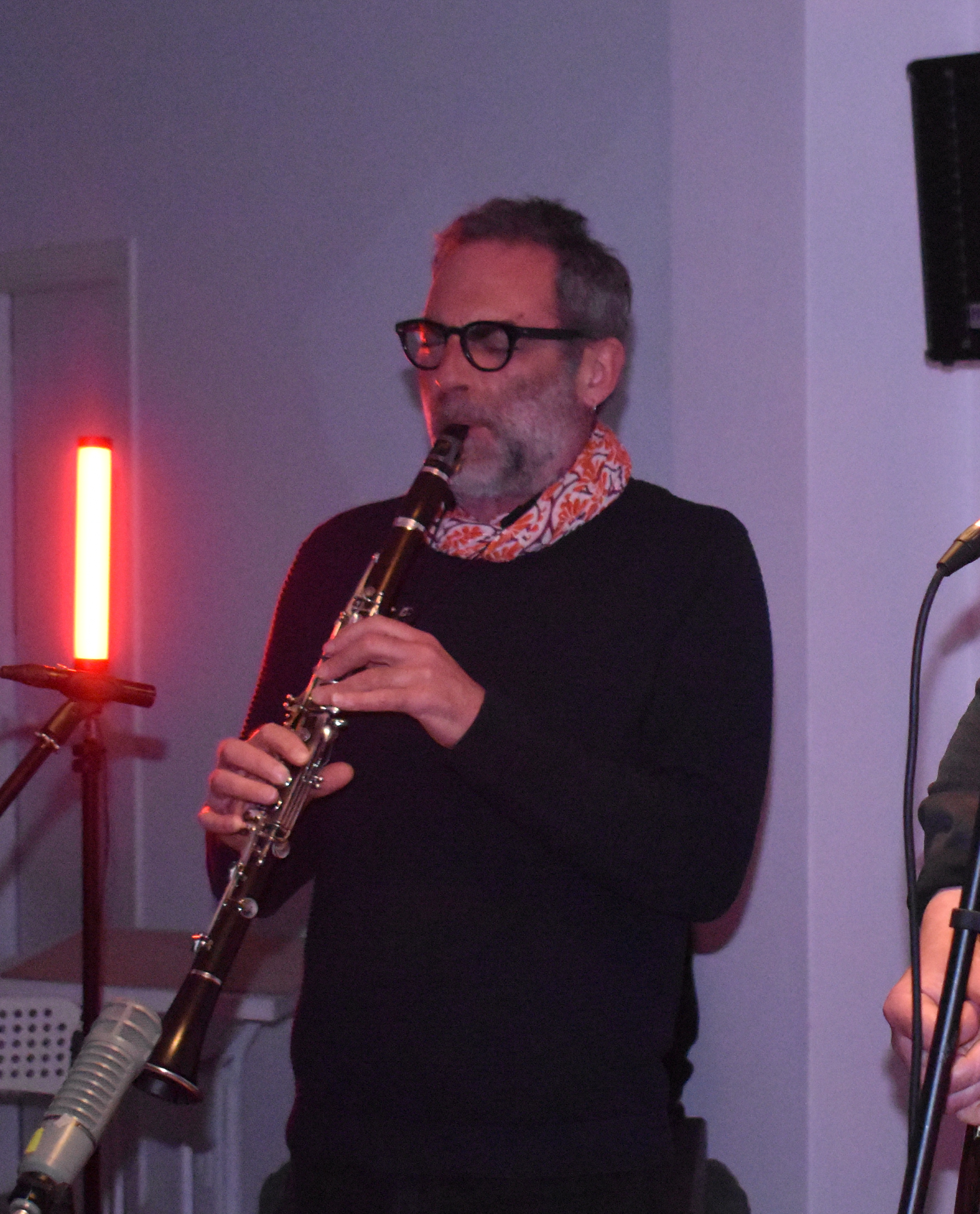
Xavier Charles aus Santiago de Compostela (2025).

Xavier Charles (* 1979 in Châlons-en-Champagne) ist ein französischer Klarinettist, der als einer der wichtigsten Musiker der improvisierten Musikszene Frankreichs gewertet wird.

## Wirken
Charles arbeitete zunächst mit Claude Tchamitchian und dem Improvisationsensemble Dicotylédone. In Frankreich und international auf Festivals vertreten, trat er häufig mit Jacques Di Donato und Frédéric Le Junter auf.
Weiterhin arbeitete er mit Martin Tetrault, The Ex, Cor Fuhler, Pierre Berthet, Etage 34, Axel Dörner/John Butcher, Otomo Yoshihide, Gétatchèw Mèkurya, Christian Wallumrød, Jean-Pierre Drouet, Jérôme Jeanmart, Jean Pallandre, Marc Pichelin, Chris Cutler, Martine Altenburger, Camel Zékri, Emmanuelle Pellegrini, Michel Doneda und Frédéric Blondy. Charles hat auch für das Theater komponiert, zumeist für Produktionen des Theatre François Lazaro.
Charles arbeitet an den Grenzen verschiedener Musikgenres wie zeitgenössischer Kammermusik, Noise-Rock oder elektronisch verfremdeter Musik. Als Veranstalter organisierte er das Musikfestival Densités.

## Diskographische Hinweise
- Kristoff K.Roll & Xavier Charles La Pièce (1999)
- The Xman Cometh: Expect The Unexpected (2006)
- Xavier Charles / Ivar Grydeland / Christian Wallumrød / Ingar Zach Dans les Arbres (ECM Records 2008)
- Terrie Ex/Xavier Charles Addis (2011)
- 12 Clarinets in a Fridge (Unsounds 2014)[2]
- Psithurism Trio with Xavier Charles: Lure (SoundOut Recordings, 2017)
- Xavier Charles / Michel F Côté / Franz Hautzinger / Philippe Lauzier / Éric Normand: Torche! (2018)
- Locus Asper Locus: 3 Ânes (Unsounds, 2024, mit Benjamin Bondonneau und Lionel Marchetti)
- Dans les arbres: L’album vert (2024)